# Seznam carigrajskih patriarhov

## Bizantinski škofje (do 330)
- 1.  Sv. Andrej apostol (38) - ustanovitelj
- 2.  Sv. apostol Stahis l (38-54)
- 3.  Sv. Onezim (54-68)
- 4.  Polikarp I (69-89)
- 5.  Plutarh (89-105)
- 6.  Sedecion (105-114)
- 7.  Diogenes (114-129)
- 8.  Eleuterij (129-136)
- 9.  Feliks (136-141)
- 10.  Polikarp II (141-144)
- 11.  Atenodor (144-148)
- 12.  Euzois (148-154)
- 13.  Lavrenc (154-166)
- 14.  Alipij (166-169)
- 15.  Pertinaks (169-187)
- 16.  Olimpian (187-198)
- 17.  Mark I (198-211)
- 18.  Filadelf (211-217)
- 19.  Ciriac I (217-230)
- 20.  Kastin (230-237)
- 21.  Evgenij I (237-242)
- 22.  Tit (242-272)
- 23.  Dometij (272-284)
- 24.  Rufin I (284-293)
- 25.  Prob (293-306)
- 26.  Sv. Metrofanes (306-314)
- 27.  Sv. Aleksander (314-337)

11. maja leta 330 je rimski cesar Konstantin I na mestu že obstoječega mesta, Bizanca, posvetil mesto Konstantinopel ali Carigrad, ki je postalo s tem glavno mesto Vzhodnega rimskega cesarstva (znanega tudi pod imenom »bizantinsko cesarstvo«).

## Carigrajski nadškofje (330-451)
- 28.  Sv. Pavel I (»Spovednik«) (337-339)
- 29. Evzebij iz Nikomedije (339-341)
  - Pavel I (341-342), ponovno ustoličen prvič
- 30.  Macedonij I (342-346)
  - Pavel I (346-350), ponovno ustoličen drugič
  - Macedonij I (351-360), ponovno ustoličen
- 31. Evdoksij Antiohijski (360-370)
  -  Florencij (ok. 363)
- 32.  Demofil (370-380)
- 33.  Evagrij (370 ali 379)
- 34.  Maksim I (380)
- 35.  Sv. Gregorij I Nazianc teolog (379-381)
- 36.  Nectarij (381-397)
- 37.  Sv. Janez Zlatoust (398-404)
- 38.  Arsacij iz Tarza (404-405)
- 39.  Atik (406-425)
- 40.  Sisinij I (426-427)
- 41.  Nestorij (428-431)
- 42.  Maksimijan (431-434)
- 43.  Sv. Proklus (434-446)
- 44.  Sv. Flavijan (446-449)
- 45.  Sv. Anatolij (449-458) »(patriarh od 451)«

## Carigrajski patriarhi (od 451)

### 451-998
- 46.  Genadij I (458-471)
- 47.  Akacij (471-488)
- 48.  Fravitas (488-489)
- 49.  Eufemij (489-495)
- 50.  Macedonij II (495-511)
- 51.  Timotij I (511-518)
- 52.  Janez II Kapadočan (518-520)
- 53.  Epifanij  (520-535)
- 54.  Antim I (535-536)
- 55.  Menas (536-552)
- 56.  Eutihij (552-565)
- 57.  Janez III Sholastik (565-577)
  - Eutihij (577-582), ponovno ustoličen
- 58.  Janez IV Nesteutes (582-595)
- 59.  Ciriak (596-606)
- 60.  Sv. Tomaž I (607-610)
- 61.  Sergij I (610-638)
- 62.  Pir I (638-641)
- 63.  Pavel II (641-653)
  - Pir I (653-654), ponovno ustoličen
- 64.  Peter (654-666)
- 65.  Tomaž II (667-669)
- 66.  Janez V (669-675)
- 67.  Konstantin I (675-677)
- 68.  Teodor I (677-679)
- 69.  Georg I (679-686)
- 70.  Pavel III (687-693)
- 71.  Kalinik I (693-705)
- 72.  Cir (705-711)
- 73.  Janez VI (712-715)
- 74 let.  German I (715-730)
- 75.  Anastazij (730-754)
- 76.  Konstantin II (754-766)
- 77.  Niketas I (766-780)
- 78.  Pavel IV (780-784)
- 79.  Sveti Tarazij (784-806)
- 80.  Nikefor I (806-815)
- 81.  Teodot I Kasiteras (815-821)
- 82.  Antonij I (821-836)
- 83.  Janez VII Gramatik (836-843)
- 84.  Metod I (843-847)
- 85.  Ignacij I (847-858)
- 86.  Fotij I Veliki (858-867)
  - Ignacij I (867-877), ponovno ustoličen
  - Fotij I Veliki (877-886), ponovno ustoličen
- 87.  Štefan I (886-893)
- 88.  Antonij II Kauleas (893-901)
- 89.  Nikolaj I Mistikos (901-907)
- 90.  Eutimij I Sinkelos (907-912)
  - Nikolaj I. Mistikos (912-925), ponovno ustoličen
- 91.  Štefan II Amasejski (925-928)
- 92.  Trifon, tudi Trifonij (928-931)
- 93.  Teofilakt (933-956)
- 94.  Polieukt (956-970)
- 95.  Vasilij I Skamandrenus (970-974)
- 96.  Antonij III Studit (974-980)
- 97.  Nikolaj II Hrisoberges (984-996)
- 98.  Sisinij II (996-999)

### 999-1453
- 99.  Sergij II (999-1019)
- 100.  Eustatij (1019-1025)
- 101.  Aleksij I Studit (1025-1043)
- 102. Mihael I Cerularij (1043-1058)
- 103.  Konstantin III Leihoudes (1058-1063)
- 104.  Janez VIII KSifilinos (1063-1075)
- 105.  Kozma I (1075-1081)
- 106.  Eustratij Garidas (1081-1084)
- 107.  Nikolaj III Gramatik (1084-1111)
- 108.  Janez IX Agapet (1111-1134)
- 109.  Leo Stipeiotes (1134-1143)
- 110. Mihael II Kurkuas (1143-1146)
- 111.  Kozma II Atičan (1146-1147)
- 112.  Nikolaj IV Muzalon (1147-1151)
- 113.  Teodot II (1151-1153)
- 114.  Neofitos I (1153-1154)
- 115.  Konstantin IV Hliaren (1154-1156)
- 116.  Luka Jrisoberges (1156-1169)
- 117.  Mihael III Anhial (1169-1177)
- 118.  Hariton (1177-1178)
- 119.  Teodozij I Boradiotes (1178-1183)
- 120.  Vasilij II Kamateros (1183-1186)
- 121.  Niketas II Muntanes (1186-1189)
- 122.  Leo Teotokites (1189-1190)
- 123.  Dositej (1190-1191)
- 124.  Georg II KSifilinos (1191-1198)
- 125.  Janez X Kamateros (1198-1206)
- 126.  Mihael IV Autoreianos (1206-1213)
- 127.  Teodor II Eirenikos (1213-1215)
- 128.  Maksim II (1215-1216)
- 129.  Manuel I Haritopulos (1216-1222)
- 130.  German II (1223-1240)
- 131.  Metod II (1240)
  - »prazno« (1240-1244)
- 132.  Manuel II (1244-1255)
- 133.  Arzenij Autoreian (1255-1259)
- 134.  Nikefor II (1259-1261)
  - Arsenij Autorejan (1261-1267), ponovno ustoličen
- 135.  German III (1267)
- 136.  Jožef I Galeziotes (1267-1275)
- 137.  Janez XI Bekos (1275-1282)
- 138.  Gregor II Ciprčan (1282-1289)
- 139.  Atanazij I (1289-1293)
- 140.  JanezXII (1293-1303)
  - Atanazij I (1303-1310), ponovno ustoličen
- 141.  Nefon I (1310-1314)
- 142.  Janez XIII Glikis (1314-1320)
- 143.  Gerasimos I (1320-1321)
- 144.  Izaias (1321-1334)
- 145.  Janez XIV Kalekas (1334-1347)
- 146.  Izidor I (1347-1350)
- 147.  Kalist I (1350-1354)
- 148.  Filotej Kokinos (1354-1355)
  - Kalist I (1355-1363), ponovno ustoličen
  - Filotej Kokinos (1363-1376), ponovno ustoličen
- 149.  Makarij (1376-1379)
- 150.  Nil Kerameus (1379-1388)
- 151.  Antonij IV (1388-1390)
  - Makarij (1390-1391), ponovno ustoličen
  - Antonij IV (1391-1397), ponovno ustoličen
- 152.  Kalist II Ksantopulos (1397)
- 153.  Matej I (1397-1410)
- 154.  Eutimij II (1410-1416)
- 155.  Jožef II (1416-1439)
- 156.  Metrofanes II (1439-1443)
- 157.  Gregorij III Mamas (1443-1450)
- 158.  Atanazij II (1450-1453)

Dne 29. maj 1453 je prišlo do padca Carigrada, kar je pomenilo  konec Bizantinskega cesarstva. Ekumenski Carigrajski patriarhat je postal podložnik  Otomanskega cesarstva.

### 1453-1466
- 159.  Genadij II Sholarios (1454-1456)
- 160.  Izidor II Ksantopulos (1456-1462)

 Za obdobje 1462-1466 imajo znanstveniki več nasprotujočih se predlog glede naslednikov patriarhata. Prevladujoča mnenja so:
| Po Kiminasu (2009): - 161. Joasaf I, april 1462 - april 1463 - Genadij II, april 1463 - junij 1463 - 162. Sofronij I, junij 1463 - avgust 1464 - Genadij II, avgust 1464 - jesen 1465 - 163. Mark II, jesen 1465 - jesen 1466 - 164. Simeon I, jesen 1466 - konec 1466 | Po Laurentu (1968): - Joasaf I, april 1462 - april 1463 - Genadij II, april 1463 - maj 1463 - Sofronij I, maj 1463 - julij 1464 - Genadij II, avgust 1464 - jesen 1465 - Simeon I, jesen 1465 - Mark II, zač. 1466 - jesen 1466 | Po Gemanosu Sardejskem (1933-1938): - Genadij II, pol. 1462 - pol. 1463 - Sofronij I, avgust 1463 - avgust 1464 - Genadij II, avgust 1464 - jesen 1464 - Joasaf I, zač. 1465 - zač. 1466 - Mark II, zač. 1466 - sreda leta 1466 - Simeon I, sreda 1466 - konec 1466 |

### 1466-1833
- 165.  Dionizij I (konec 1466-1471)
  - Simeon I Trebizondski (1471-1475), ponovno ustoličen prvič
- 167.  Rafael I (1475-1476)
- 168.  Maksim III (1476-1482)
  - Simeon I Trebizondski (1482-1486), ponovno ustoličen drugič
- 169.  Nefon II (1486-1488)
  - Dionizij I (1488-1490), ponovno ustoličen
- 170.  Maksim IV (1491-1497)
  - Nefon II (1497-1498), ponovno ustoličen prvič
- 171.  Joahim I (1498-1502)
  - Nefon II (1502), ponovno ustoličen drugič
- 173.  Pahomij I (1503-1504)
  - Joahim I (1504), ponovno ustoličen
  - Pahomij I (1504-1513), ponovno ustoličen
- 174.  Teolept I (1513-1522)
- 175.  Jeremias I (1522-1524)
- 176.  Joanicij I (1524-1525)
  - Jeremias I (1525-1546), ponovno ustoličen
- 177.  Dionizij II (1546-1556)
- 178.  Joasaf II (1556-1565)
- 179.  Metrofanes III (1565-1572)
- 180.  Jeremias II Tranos (1572-1579)
  - Metrofanes III (1579-1580), ponovno ustoličen
  - Jeremias II Tranos (1580-1584), ponovno ustoličen prvič
- 181.  Pahomij II (1584-1585)
- 182.  Teolept II (1585-1586)
  - Jeremias II Tranos (1587-1595), ponovno ustoličen drugič
- 183.  Matej II (1596)
- 184.  Gabriel I (1596)
  - Teofanes I Karikes (»locum tenens«, 1596)
  - Meletij I Pegas (»locum tenens«, 1597)
- 185.  Teofanes I Karikes (1597)
- 186.  Meletij I Pegas (»locum tenens«, 1597-1598)
  - Matej II (1598-1602), ponovno ustoličen prvič
- 187.  Neofit II (1602-1603)
  - Matej II (1603), ponovno ustoličen drugič
- 188.  Rafael II (1603-1607)
  - Neofit II (1607-1612), ponovno ustoličen
- 189.  Ciril I Lucaris (»locum tenens«, 1612)
- 190.  Timotij II (1612-1620)
  - Ciril I Lukaris (1620-1623), ponovno ustoličen prvič
- 191.  Gregor IV (1623)
- 192.  Antim II (1623)
  - Ciril I Lukaris (1623-1633), ponovno ustoličen drugič
- 193.  Ciril II Kontares (1633)
  - Ciril I Lukaris (1633-1634), ponovno ustoličen tretjič
- 194.  Atanazij III Patelaros (1634)
  - Ciril I Lukaris (1634-1635), ponovno ustoličen četrtič
  - Ciril II Kontares (1635-1636), ponovno ustoličen prvič
- 195.  Neofit III Nicejski (1636-1637)
  - Ciril I Lukaris (1637-1638) ponovno ustoličen petič
  - Ciril II Kontares (1638-1639), ponovno ustoličen drugič
- 196.  Partenij I (1639-1644)
- 197.  Partenij II (1644-1646)
- 198.  Joanicij II (1646-1648)
  - Partenij II (1648-1651), ponovno ustoličen
  - Joanicij II (1651-1652), ponovno ustoličen prvič
- 199.  Ciril III (1652-1652)
  - Atanazij III (1652), ponovno ustoličen
- 200.  Paisij I (1652-1653)
  - Joanicij II (1653-1654), ponovno ustoličen drugič
  - Ciril III (1654), ponovno ustoličen
  - Joanicij II (1655-1656), ponovno ustoličen tretjič
- 201.  Partenij III (1656-1657)
- 202.  Gabriel II (1657)
- 203.  Partenij IV (1657-1659)
- 204.  Teofanes II (1659)
  - »nezasedeno«(1659-1662)
- 205.  Dionizij III (1662-1665)
  - Partenij IV (1665-1667), ponovno ustoličen prvič
- 206.  Klement (1667)
- 207.  Metod III (1668-1671)
  - Partenij IV (1671), ponovno ustoličen drugič
- 208.  Dionizij IV Muselimes (Musliman) (1671-1673)
- 209.  Gerazim II (1673-1674)
  - Partenij IV (1675-1676) ponovno ustoličen tretjič
  - Dionizij IV Muselimes (Musliman) (1676-1679), ponovno ustoličen prvič
- 210.  Atanazij IV (1679)
- 211.  Jakob (1679-1682)
  - Dionizij IV Muselimes (Musliman) (1682-1684), ponovno ustoličen drugič
  - Partenij IV (1684-1685) ponovno ustoličen četrtič
  - Jakob (1685-1686), ponovno ustoličen prvič
  - Dionizij IV Muselimes (Musliman) (1686-1687), ponovno ustoličen tretjič
  - Jakob (1687-1688), ponovno ustoličen drugič
- 212.  Kalinik II (1688)
- 213.  Neofit IV (1688)
  - Kalinik II (1689-1693), ponovno ustoličen prvič
  - Dionizij IV Muselimes (Musliman) (1693-1694), ponovno ustoličen četrtič
  - Kalinik II (1694-1702), ponovno ustoličen drugič
- 214.  Gabriel III (1702-1707)
- 215.  Neofit V (1707)
- 216.  Ciprijan I (1707-1709)
- 217.  Atanazij V (1709-1711)
- 218.  Ciril IV (1711-1713)
  - Ciprijan I (1713-1714), ponovno ustoličen
- 219.  Kozma III (1714-1716)
- 220.  Jeremias III (1716-1726)
  -  Kalinik III (1726) [4]
- 221.  Paisij II (1726-1732)
  - Jeremias III (1732-1733), ponovno ustoličen
- 222.  Serafeim I (1733-1734)
- 223.  Neofit VI (1734-1740)
  - Paisij II (1740-1743), ponovno ustoličen prvič
  - Neofit VI (1743-1744), ponovno ustoličen
  - Paisij II (1744-1748), ponovno ustoličen drugič
- 224.  Ciril V (1748-1751)
  - Paisij II (1751-1752), ponovno ustoličen drugič
  - Ciril V (1752-1757), ponovno ustoličen prvič
- 225.  Kalinik IV (1757)
- 226.  Serafeim II (1757-1761)
- 227.  Joanicij III (1761-1763)
- 228.  Samuel I Hatzeres (1763-1768)
- 229.  Meletij II (1769-1769)
- 230.  Teodozij II (1769-1773)
  - Samuel I Hatzeres (1773-1774), ponovno ustoličen
- 231.  Sofronij II (1774-1780)
- 232.  Gabriel IV (1780-1785)
- 233.  Prokopij I (1785-1789)
- 234.  Neofit VII (1789-1794)
- 235.  Gerazim III (1794-1797)
- 236.  Gregorij V (1797-1798)
  - Neofit VII (1798-1801), ponovno ustoličen
- 237.  Kalinik V (1801-1806)
  - Gregorij V (1806-1808), ponovno ustoličen prvič
  - Kalinik V (1808-1809), ponovno ustoličen
- 238.  Jeremias IV (1809-1813)
- 239.  Ciril VI (1813-1818)
  - Gregorij V (1818-1821), ponovno ustoličen drugič
- 240.  Evgenij II (1821-1822)
- 241.  Antim III (1822-1824)
- 242.  Hrisant I (1824-1826)
- 243.  Agatangel I (1826-1830)
- 244.  Constantij I (1830-1834)

23. julija 1833 se je Grška cerkev odločila za avtokefalnost. Leta 1864 ji je sledila romunska pravoslavna cerkev, leta 1872 bolgarski eksarhat in leta 1879 srbska cerkev, kar je vse skrčilo velikost ekumenskega patriarhata

### 1834-1923
- 245.  Konstancij II (1834-1835)
- 246.  Gregorij VI (1835-1840)
- 247.  Antim IV (1840-1841)
- 248.  Antim V (1841-1842)
- 249.  German IV (1842-1845)
- 250.  Meletij III (1845)
- 251.  Antim VI (1845-1848)
  - Antim IV (1848-1852), ponovno ustoličen
  - German IV (1852-1853), ponovno ustoličen
  - Antim VI (1853-1855), ponovno ustoličen prvič
- 252.  Ciril VII (1855-1860)
- 253.  Joahim II (1860-1863)
- 254.  Sofronij III (1863-1866)
  - Gregorij VI (1867-1871), ponovno ustoličen
  - Antim VI (1871-1873), ponovno ustoličen drugič

Joahim ** II (1873-1878), ponovno ustoličen
- 255.  Joahim III (1878-1884, 1901-1912)
- 256.  Joahim IV (1884-1887)
- 257.  Dionizij V (1887-1891)
- 258.  Neofit VIII (1891-1894)
- 259.  Antim VII (1895-1896)
- 260.  Konstantin V (1897-1901)
  - Joahim III (1901-1912), ponovno ustoličen
- 261.  German V (1913-1918)
  - »nezasedeno«(1918-1921)
- 262.  Meletij IV Metaksakis (1921-1923)

24. julija 1923 Otomansko cesarstvo razpade, nadomesti ga Republika Turčija

### 1923-danes
- 263.  Gregor VII (1923-1924)
- 264.  Konstantin VI (1924-1925)
- 265.  Vasilij III (1925-1929)
- 266.  Fotij II (1929-1935)
- 267.  Benjamin I (1936-1946)
- 268.  Maksim V (1946-1948)
- 269.  Atenagoras I (1948-1972)
- 270.  Demetrios I (1972-1991)
- 271.  Bartolomej I (1991-danes)